# Le Gué-de-Longroi

Le Gué-de-Longroi este o comună în departamentul Eure-et-Loir, Franța. În 2009 avea o populație de 778 de locuitori.